# Parahorismenus pondicherryensis
Parahorismenus pondicherryensis är en stekelart som först beskrevs av Shafee och Rizvi 1985.  Parahorismenus pondicherryensis ingår i släktet Parahorismenus och familjen finglanssteklar. Inga underarter finns listade i Catalogue of Life.